# Père Noël
Père Noël ili Papa Noel je izmišljeni lik koji djeci donosi darove za Božić u Francuskoj i zemljama Frankofonije. Može se identificirati s daleko poznatijim Djedom Božićnjakom. Iako su tradicionalno različiti, danas su oni isti likovi, s različitim imenima, a zajedničko obilježje im je crvenom odijelo, imaju radionicu na Sjevernom polu, a s time i sobove.
Prema tradiciji, na Badnjak djeca ostavljaju svoje cipele uz kamin ispunjene s mrkvom i poslasticama za magarca Pèrea Noëla, prije nego što odu u krevet. Père Noël uzima sadržaj iz cipela, a ako je dijete bilo dobro, ostavlja svoje darove na to mjesto. Pokloni su tradicionalno dovoljno mali da stanu u cipele; bombona, novac ili male igračke.
Père Noël je u nekim krajevima drugačije predstavljen; on prati sv. Nikolu te kažnjava zločestu djecu (kao kod nas Krampus). U Argentini, Urugvaju i Brazilu, zbog utjecaja francuske kulture u 19. stoljeću, prihvaćen je naziv "Papa Noel"/"Papai Noel", suprotstavljajući se primjerice portugalskom imenu "Pai Natal". 